# Лексингтон-авеню — 53-я улица / 51-я улица (Нью-Йоркское метро)
Лексингтон-авеню — 53-я улица / 51-я улица (англ. Lexington Avenue / 51st — 53rd Streets) — это пересадочный узел Нью-Йоркского метро. Главные выходы идут к Лексингтон-авеню, 51-й и 53-й улицам.
В пересадочный узел входят станции следующих линий:
- линия Куинс-бульвара, Ай-эн-ди,
- линия Лексингтон-авеню, Ай-ар-ти.

На станциях пересадочного узла останавливаются маршруты:
- 4 (ночью),
- 6, E (круглосуточно),
- <6> (в будни днём в пиковом направлении),
- M (в будни днём и вечером).

На 2019 год пересадочный узел занимает 10-е место по пассажиропотоку: 18 957 465 пассажиров в год.
Также планируется соединить этот пересадочный узел со станцией 55-я улица на строящейся сегодня линии Второй авеню.

## Платформы линии Лексингтон-авеню, Ай-ар-ти
|   |   |   |   |
| · | · | · | · |

|   |   |   |   |
| · | · | · | · |

«51-я улица» (англ. 51st Street) — станция Нью-Йоркского метрополитена, расположенная на линии Лексингтон-авеню, Ай-ар-ти.  На станции останавливаются маршруты: 4 (ночью), 6 (круглосуточно) и <6> (в будни днём в пиковом направлении). Экспресс-пути, проходящие под станцией, используются маршрутами 4 (круглосуточно, кроме ночи) и 5 (круглосуточно, кроме ночи). Станция представлена двумя боковыми платформами, обслуживающими два пути.
Станция была открыта 17 июля 1918 года, как часть продления линии под Лексингтон-авеню на север в сторону Бронкса. Она обслуживает только локальные пути.
- Именная мозаика
- Вход на станцию

## Платформа линии Куинс-бульвара, Ай-эн-ди
|   |   |   |   |
| · | · | · | · |

|   |   |   |   |
| · | · | · | · |

«Лексингтон-авеню — 53-я улица» (англ. Lexington Avenue–53rd Street) — станция Нью-Йоркского метрополитена, расположенная на линии Куинс-бульвара, Ай-эн-ди.  На станции останавливаются маршруты E (круглосуточно) и M (в будни днём и вечером). Станция состоит из одной островной платформы.
Станция открылась 19 августа 1933 года. Она находится на глубине 80 футов (более 23 м), и на момент постройки стала самой глубокой в Нью-Йоркском метро. У станции есть только один вход, с которым она соединена эскалатором и лифтом. Вход находится в здании Ситигруп-Сентер.
- Старое обозначение, которого теперь нет
- Из кабины машиниста
- Вход на станцию

## Соседние станции
| Условные обозначения |
| для дней и часов работы маршрутов (более точно указано во всплывающих подсказках при этих обозначениях): |
| --- |
| круглосуточно круглосуточно, кроме ночи круглосуточно, кроме будней днём (либо часов пик) в пиковом направлении в будни днём (и, возможно, вечером) в будни круглосуточно в часы пик в будни днём (либо в часы пик) в пиковом направлении в будни днём (либо в часы пик) в направлении, обратном пиковому в выходные ночью ночью и в выходные (и, возможно, вечером) нет движения поездов |

| Предыдущая станция              | ЛинияНазвание станции                                        | Следующая станция                           |
| ------------------------------- | ------------------------------------------------------------ | ------------------------------------------- |
| 59-я улица · (4 6 <6>)          | линия Лексингтон-авеню, Ай-ар-ти 51-я улица                  | Центральный вокзал — 42-я улица · (4 6 <6>) |
| Корт-сквер — 23-я улица · (E M) | линия Куинс-бульвара, Ай-эн-ди Лексингтон-авеню — 53-я улица | Пятая авеню — 53-я улица · (E M)            |